# Antonio Uliana
Antonio Uliana   (Carpesica, 16 de juliol de 1931 - Vittorio Veneto, 10 d'agost de 2018) va ser un ciclista italià, professional durant les dècades de 1950 i 1960. En el seu palmarès destaca una victòria d'etapa a la Volta a Espanya de 1955.

## Palmarès
- 1953
  - 1r a La Popolarissima
- 1955
  - Vencedor d'una etapa a la Volta a Espanya
- 1956
  - Vencedor d'una etapa a la Volta a Europa
- 1959
  - Vencedor d'una etapa a la Volta a Suïssa

### Resultats a la Volta a Espanya
- 1955. 49è de la classificació general. Vencedor d'una etapa
- 1956. Abandona